# Schloss Uriage

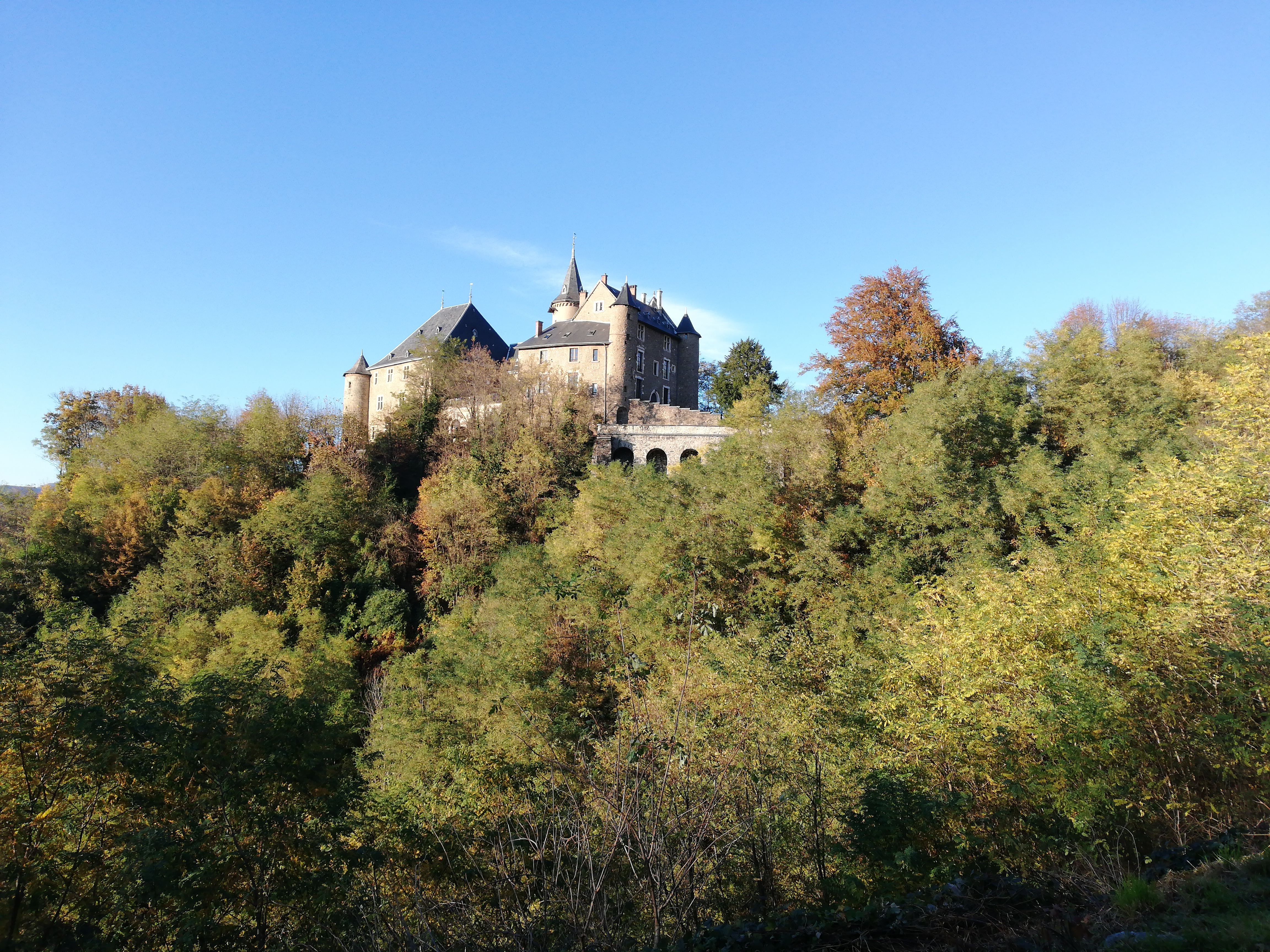
Schloss Uriage, im Herbst 2020.

Das Château d’Uriage, oder Schloss Uriage, ist ein befestigtes Schloss aus dem 11. Jahrhundert, das im 13., 16. und 19. Jahrhundert umfassend umgebaut wurde. Es befindet sich in der Gemeinde Saint-Martin-d’Uriage im französischen Département Isère in der Region Auvergne-Rhône-Alpes.

## Standort
Das Château d’Uriage befindet sich in 4 Sentier du Colombier in der Gemeinde Saint-Martin-d’Uriage in der Nähe von Grenoble. Es wurde auf der Spitze eines Hügels errichtet, der das Tal dominiert, ebenso wie der Kurort Uriage-les-Bains, am Fuße der Chamrousse.

## Geschichte
Seit Ende des 10. Jahrhunderts befindet sich das Schloss im Besitz einer Familie aus Dauphiné, den Alleman („Deutschen“).
Im Jahr 1630 trat der letzte Baron d’Uriage die Burg an Thomas Boffin ab.
19. Jahrhundert (1828): Louis de Saint-Ferriol erbte von seiner Tante, der Marquise Madeleine Françoise de Gauteron, mehrere Schlösser, darunter das von Uriage.
In der Folge beherbergte es unter anderem die École nationale des cadres unter dem Vichy-Regime (1940–1942), (1943–1944) Schule der Milice francaise.

## Architektur
Das Schloss besteht aus drei massiven Hauptgebäuden, die um einen quadratischen Innenhof herum gebaut sind und an den Ecken von runden Türmen flankiert werden. Der größte und höchste Turm wurde als Verlies benutzt. Es ist wahrscheinlich, dass es noch Elemente gibt, die aus der Zeit seiner Errichtung durch die Deutschen im 13. Jahrhundert stammen.

## Schutz
Mehrere Teile des Schlosses und seiner Umgebung stehen unter Denkmalschutz, zunächst mit einer Teilinschrift am 14. September 1988 des Schlosses mit Ausnahme der klassifizierten Teile, dann am 6. Februar 1990 mit einer Inschrift als historisches Denkmal, die Fassaden und Dächer des Schlosses und die Orangerie (ein großer Raum im Inneren des Schlosses, im Gartengeschoss).

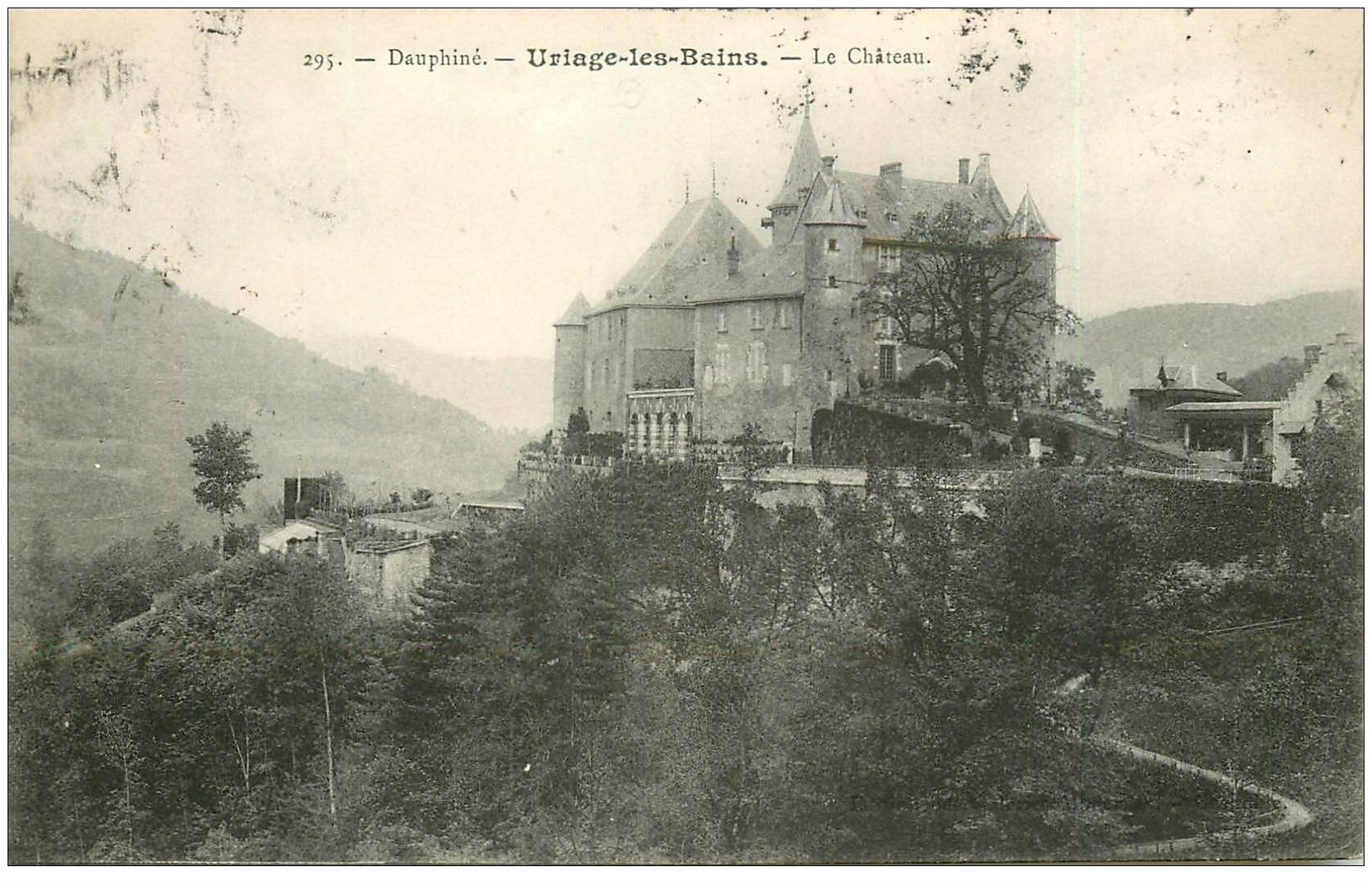
Das Schloss, um 1909
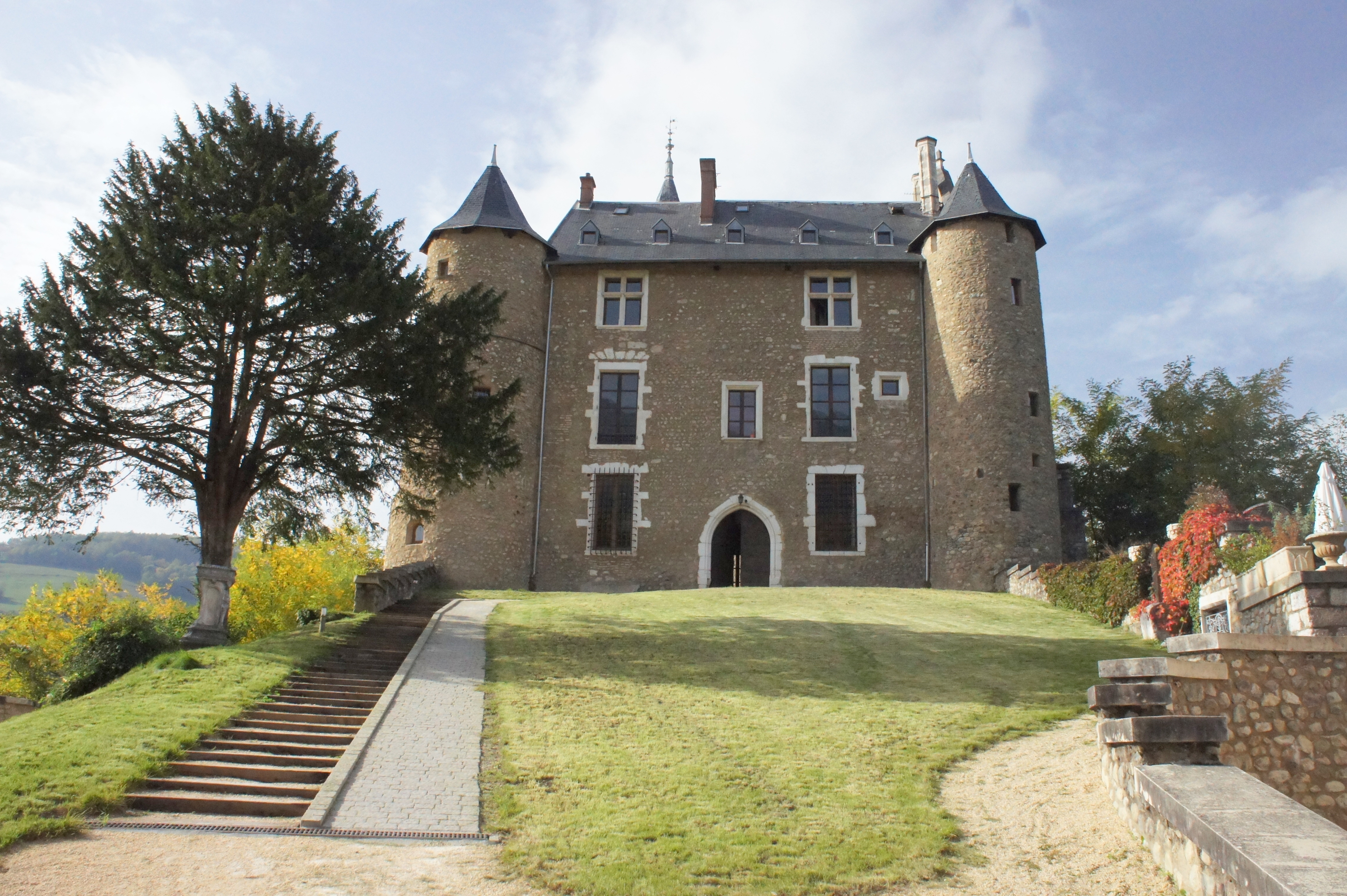
Im Haupthof (2012)
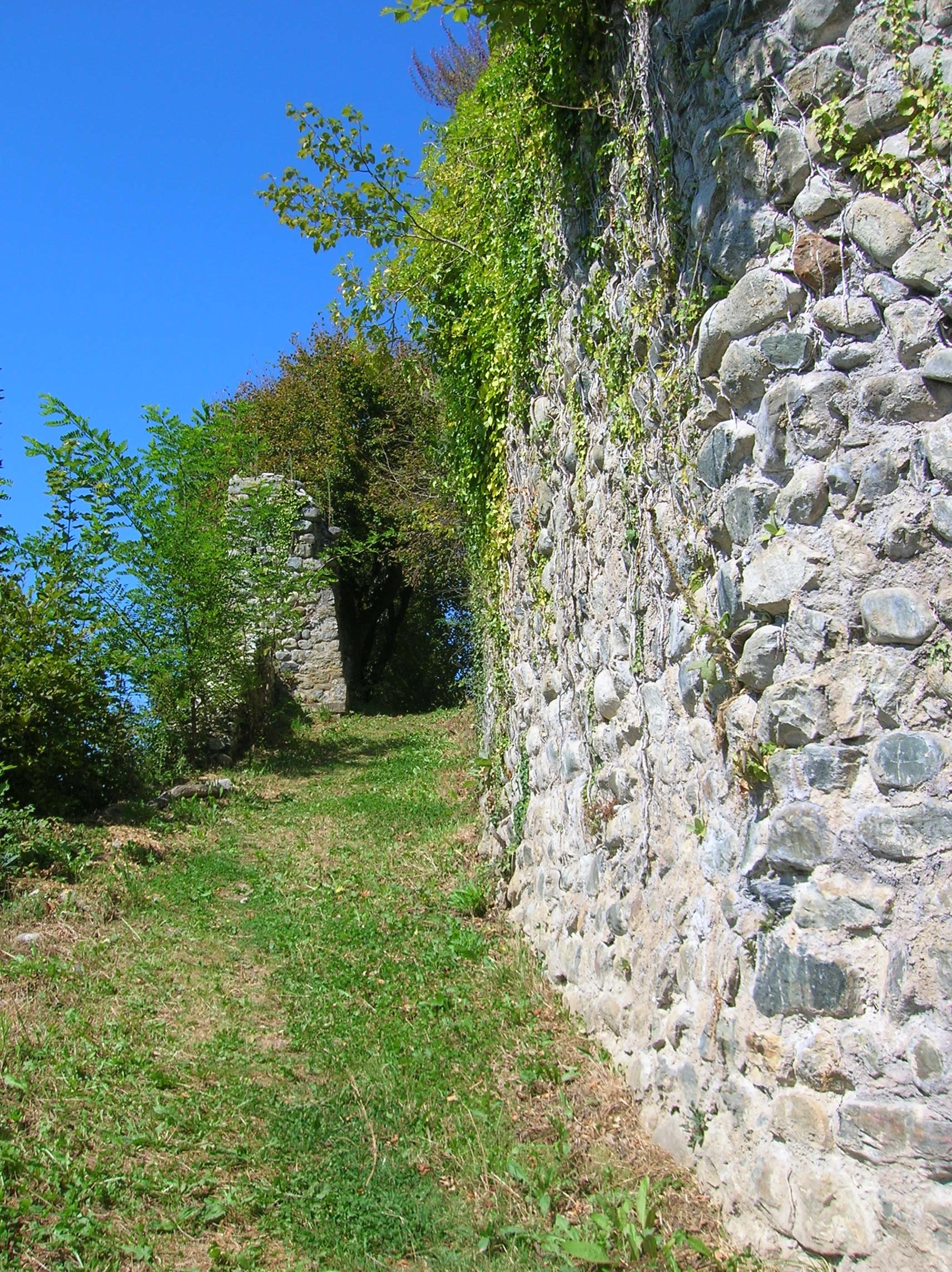
Pfad der Burgmauern (2014)
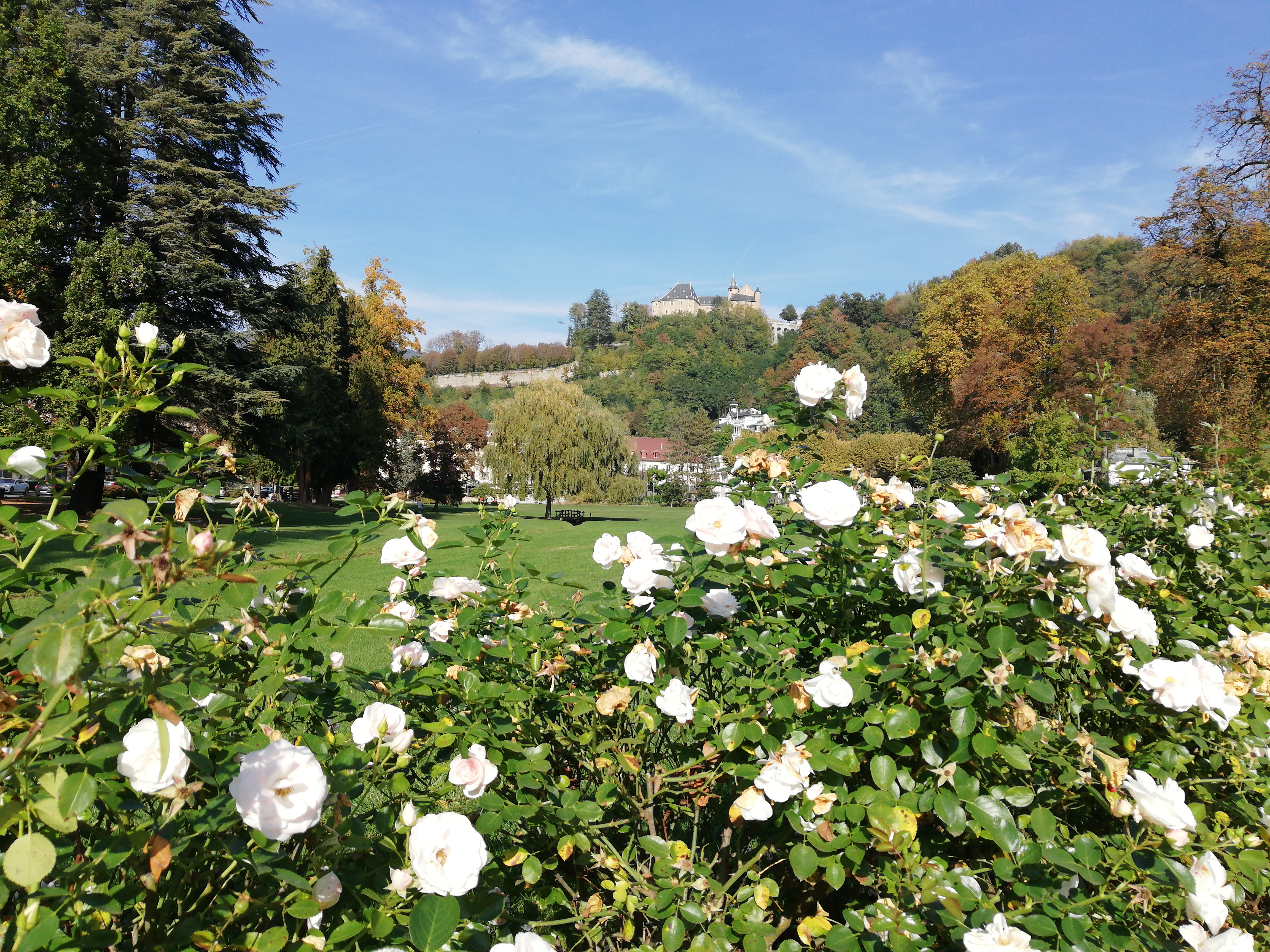
Park, Schutzwälle und Schloss von Uriage (2018)
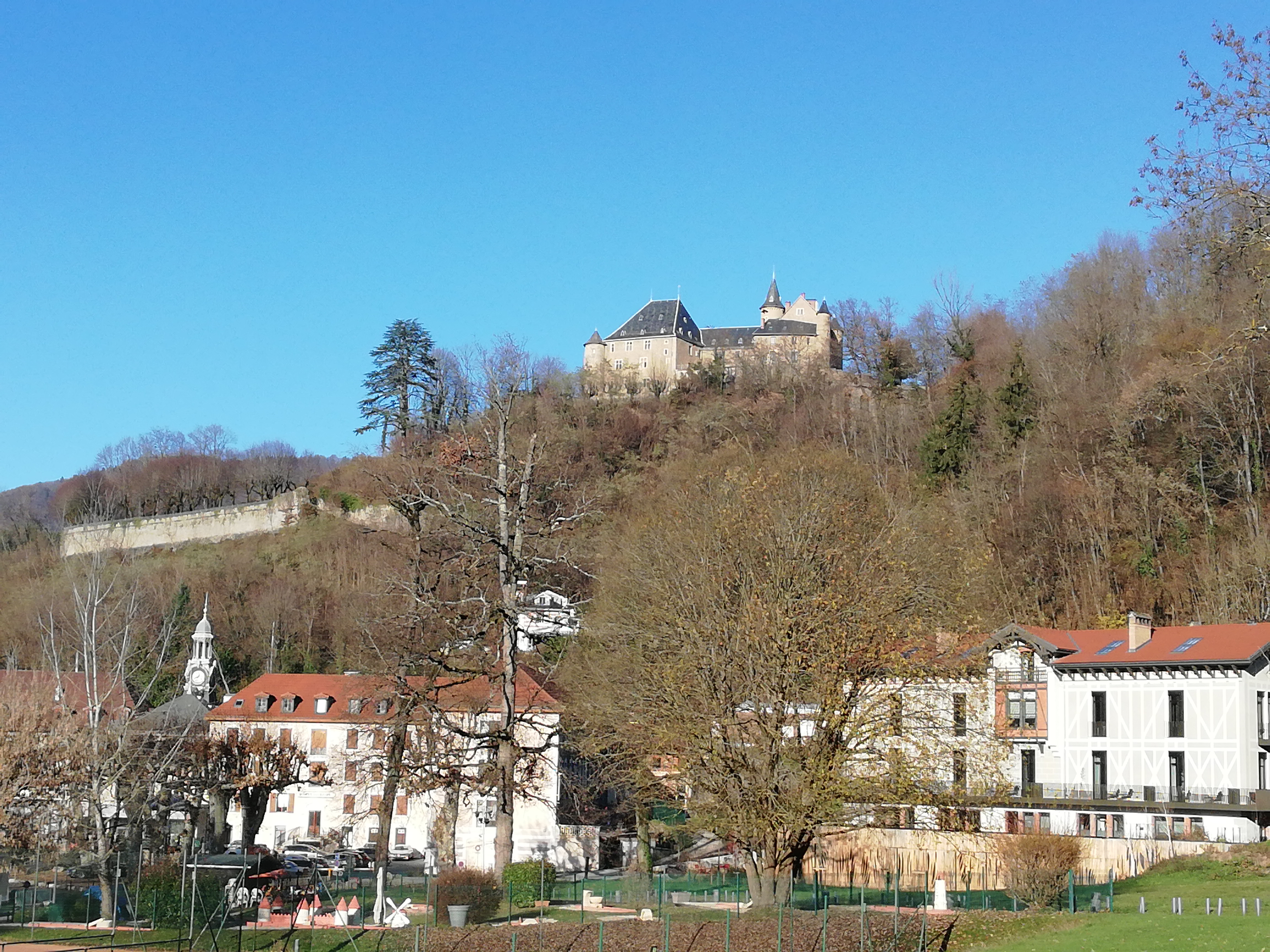
Château d’Uriage und Park, im Winter (2019)

## Besuche
Da das Schloss ein privates Miteigentum ist, ist es nicht öffentlich zugänglich. Dennoch ist sie an zwei Tagen im Jahr (im September) an den Tagen des Kulturerbes für die Öffentlichkeit zu besichtigen.
Das Fremdenverkehrsamt von Uriage und die Vereinigung für die Bewahrung und Entwicklung des Kulturerbes von Saint-Martin-d’Uriage organisieren an diesen Tagen gemeinsam Besuche (die Plätze sind auf ~50 Personen pro Gruppe begrenzt).